# Mobscene
Mobscene (spesso resa graficamente come mOBSCENE) è una canzone del gruppo statunitense Marilyn Manson. Si tratta del primo singolo estratto dal quinto album della band, The Golden Age of Grotesque.
Le parole del ritornello "Be obscene, be, be obscene... be obscene baby, and not heard", cantate da voci femminili, sono ispirate ad una frase di Oscar Wilde spesso utilizzata come coro da cheerleader ("Women should be obscene and not heard"). Molti critici hanno anche trovato richiami al film Requiem for a Dream, nel quale si vede un gameshow televisivo in cui si sentono le parole "Be excited, be, be excited".
La canzone è stata in lizza per il Grammy Award alla miglior interpretazione metal del 2004, ma il premio è stato poi assegnato a St. Anger dei Metallica.

## Il video
Il videoclip del brano, diretto dallo stesso Manson e da Thomas Kloss, mostra la band esibirsi in un locale swing anni trenta. I costumi indossati dalle ballerine del video sono stati disegnati da Manson e dalla sua fidanzata di allora, Dita Von Teese. Manson spiegò: "Abbiamo preso l'ispirazione da Busby Berkeley, dagli show di U.S.O., da WW2 Berlin e dal Macbeth di Gottfried Helnwein.

## Tracce
mOBSCENE International Single
Testi di Manson tranne dove indicato.
1. mOBSCENE (Album Version) – 3:26 (musica: 5, Manson)
2. Tainted Love (Re-Tainted Interpretation) – 4:07 (testo: Cobb – musica: Manson)
3. mOBSCENE (Sauerkraut Remix) – 3:19 (musica: Schneider, Landers)
4. Paranoiac – 4:22 (musica: Gacy, Skold)

mOBSCENE U.S. Single
Testi di Manson.
1. mOBSCENE (Album Version) – 3:26 (musica: 5, Manson)
2. Paranoiac – 4:22 (musica: Gacy, Skold)